# Graham Automobile & Launch Company
Graham Automobile & Launch Company war ein US-amerikanischer Hersteller von Automobilen.

## Unternehmensgeschichte
Das Unternehmen wurde 1903 in Chicago in Illinois gegründet. Es stellte Automobile her, die als Graham Electric auf den Markt kamen. Im gleichen Jahr endete die Produktion.

## Fahrzeuge
Im Angebot standen Elektroautos. Der Elektromotor kam von Westinghouse Electric & Manufacturing. Er trieb über eine Kette die Hinterachse an. Das Fahrgestell hatte 198 cm Radstand. Die Karosseriebauform war ein offener Runabout mit Platz für zwei Personen. Der Neupreis betrug 850 US-Dollar.
Pläne für ein Fahrzeug mit einem 8 PS leistenden Einzylinder-Ottomotor auf dem gleichen Fahrgestell wurden nicht mehr umgesetzt.